# NGC 3058
NGC 3058 é uma galáxia espiral (Sc) localizada na direcção da constelação de Hydra. Possui uma declinação de -12° 28' 56" e uma ascensão recta de 9 horas, 53 minutos e 36,1 segundos.
A galáxia NGC 3058 foi descoberta em 1886 por Frank Leavenworth.